# ヨエンスー
ヨエンスー (フィンランド語: Joensuu [ˈjoensuː] ( 音声ファイル)、カレリア語: Jovensuu) は、フィンランド北カルヤラ県に所在する都市。ヨエンスー郡に属する。1848年に建設された。人口は約77,000人（2021年時）である。
ヨエンスーは6,000名の学生が学ぶ東フィンランド大学(en:University of Eastern Finland)と3,000人の学生が学んでいるカレリア応用科学大学(en:Karelia University of Applied Sciences)があり、活気のある学生街を形成している。

## 歴史
ロシア帝国の皇帝ニコライ1世によって1848年に開かれた。ヨエンスーの町は北カルヤラ地域の中心であり首都であった。19世紀の間、ヨエンスーは製造業と商業の町であった。1860年、商業の特権を受け取り、地元の製材業は成長とし始めた。水運業はサイマー運河の建設によって促進された。こうして、北カルヤラとサンクトペテルブルクや中央ヨーロッパ間の商業は活性化していった。19世紀末にはヨエンスーはフィンランド最大の港湾都市の一つにまで成長する。
何世紀にも通じてカレリア人の商人は沿いを旅してきた。川は常に町の活気の中心であった。1870年に完成した運河は河川交通を増進した。無数の蒸気船や商業船、丸太舟などが河川交通の黄金時代に川を帆走した。
最近10年足らずでこの小さな農業都市は活気ある州のピエリスヨキ川中心に成長した。特にカルヤラ地域および、教育部門での投資がこの発展の最も決定的活動となってきた。東フィンランド大学は25年の間に、8つの学部を有するほどに成長した。東フィンランド大学は北カルヤラの活力の秘密の一つである。
東の国境に近いことが、町の歴史の重要な要素となってきた。カレリア共和国はロシアとの協力のために再び重要なエリアになった。
ヨエンスーの輸出企業は19世紀における外国貿易の伝統を継続している。高品質の文化的イベントときれいな自然が町の魅力を増進している。
ヨエンスーには「欧州森林機関」があるため、時に「ヨーロッパの森の首都」と言及される。また、ヨエンスーには他の森林調査や教育的設備がある。
なお、小惑星「ヨエンスー (1524 Joensuu)」は、本都市の名にちなんで命名された。

## 他の都市との距離
- ヘルシンキ - 437 km
- ユヴァスキュラ - 245 km
- クオピオ - 136 km
- ラッペーンランタ - 235 km
- オウル - 393 km
- サヴォンリンナ - 133 km
- タンペレ - 393 km
- トゥルク - 542 km
- ヴァーサ - 492 km

## スポーツ
- JIPPOヨエンスー ：ヨエンスーを本拠地に置くサッカークラブチーム。2008年シーズンは2部相当のウッコネンに所属している。

## 出身者
- ロルフ・ネヴァンリンナ-数学者
- インソムニウム - メロディックデスメタルバンド
  - ニーロ・セヴァネン（出生地はトゥルク）
  - ヴィレ・フリマン（出生地はクリスティーナンカウプンキ）
  - マルクス・ヒルヴォネン（出生地はエスポー）

## 姉妹都市
- リンシェーピング（スウェーデン、エステルイェータランド県）
- トンスベルグ（ノルウェー、ヴェストフォル県）
- イーサフィヤルザルバイル（英語版）（アイスランド、西部フィヨルド）
- ペトロザヴォーツク（ロシア連邦カレリア共和国首都）
- ソルタヴァラ（ロシア連邦カレリア共和国）
- スーオヤルヴィ（英語版）（ロシア連邦カレリア共和国）
- ホーフ（ドイツ、バイエルン州）